# Turkmenská hokejová reprezentace
Turkmenská hokejová reprezentace (Türkmenistanyň hokkeý ýygyndysy) je národní mužstvo ledního hokeje, které reprezentuje Turkmenistán v mezinárodních soutěžích. Turkmenskou hokejovou reprezentaci vysílá na mezinárodní akce Turkmenistánská federace ledního hokeje (Turkmenistanyň gyşgy sport görnüşleriniň milli merkezi), která je plným členem IIHF od 15. 5. 2015. Turkmenistán registruje 347 hráčů a je na 48. místě ve světovém žebříčku mužů. 

## Historie
Národní tým Turkmenistánu vznikl v roce 2011. Podporuje ho i prezident Gurbanguly Berdimuhamedow. První národní tým vznikl ze čtyř ašchabadských týmů – „Oguz Khan“, „Alp Arslan“, „Shir“ a „ Burgut “ v roce 2011. První domácí turnaj se konal v dubnu 2012 a vítěz obdržel medaili z rukou prezidenta. V roce 2015 byla Turkmenistánská federace ledního hokeje přijata do IIHF, a od roku 2016 trénuje národní tým Bairam Allayarov. Národní tým se skládá především z hráčů týmu Galkan Ašchabad.
Na podzim roku 2019 bylo Turkmenistánu nabídnuto místo v jedné ze skupin pro kvalifikaci na XXIV. zimní olympijské hry 2022. Národní tým Turkmenistánu to však odmítl.

## Kluziště
V zemi se nachází pět krytých hokejových stadionů. První z nich, Národní palác olympijských sportů postavený v hlavním městě Ašchabadu s kapacitou 1 000 diváků, byl otevřen roku 2006, a právě zde začal turkmenský hokejový program. V roce 2011 byly postaveny další dvě ledové arény v Ašchabadu. Největší aréna, Winter Sports Palace, má kapacitu 10 000 diváků. Vyznačuje se moderním interiérem.

## Utkání
První utkání byla odehrána s ruskými týmy Ak Bars Kazaň a Něfťanik Almetěvsk, polským týmem Podhale Nowy Targ a slovinským týmem z Mariboru. 
První oficiální mezinárodní utkání pak s běloruským týmem z Minsku. To skončilo výhrou Turkmenistánu 7:2.

## Zimní olympijské hry
- bez účasti

## Mistrovství světa v ledním hokeji
Turkmenistán debutoval na mistrovství světa v roce 2018, kde hrál na turnaji Divize III - kvalifikace v Sarajevu v Bosně a Hercegovině. Vyhráli všechny tři hry a vysloužili si postup do divize III pro rok 2019. V dubnu 2019 Turkmenistán debutoval v Divizi III v Sofii (Bulharsko) a obsadil třetí místo mezi šesti týmy ve skupině a dosáhl historicky nejlepšího výsledku.
| MS        | Úroveň           | Místo turnaje         | Umístění                         | Celkově                          | Soupiska                         |
| --------- | ---------------- | --------------------- | -------------------------------- | -------------------------------- | -------------------------------- |
| MS – 2018 | divize III - kv. | Bosna a Hercegovina   | 1. místo                         | 47. místo                        |                                  |
| MS – 2019 | divize III       | Bulharsko             | 3. místo                         | 43. místo                        |                                  |
| MS – 2020 | divize III A     | Lucembursko           | Zrušeno kvůli pandemii covidu-19 | Zrušeno kvůli pandemii covidu-19 | Zrušeno kvůli pandemii covidu-19 |
| MS – 2021 | divize III A     | Lucembursko           | Zrušeno kvůli pandemii covidu-19 | Zrušeno kvůli pandemii covidu-19 | Zrušeno kvůli pandemii covidu-19 |
| MS – 2022 | divize III A     | Lucembursko           | 3. místo                         | 39. místo                        |                                  |
| MS – 2023 | divize III A     | Jihoafrická republika | 2. místo                         | 42. místo                        |                                  |
| MS – 2024 | divize III A     | Kyrgyzstán            | 4. místo                         |                                  |                                  |

## Asijské zimní hry
Turkmenistán se představil na Asijských zimních hrách 2017, kde obsadil 11. místo. Byl zařazen do Divize II (papírově nejslabší) a porazil postupně ve skupině Malajsii 9:2, Macao 16:0, Indonésii 12:2 a ve finále Kyrgyzstán 7:3.
| AZH        | Úroveň    | Místo turnaje | Umístění | Celkově   |
| ---------- | --------- | ------------- | -------- | --------- |
| AZH - 2017 | divize II | Sapporo       | 1. místo | 11. místo |

## Seznam hlavních trenérů
- Rustam Kerimov 2013–2016
- Bayram Allayarov 2016–